# Distretto di Futaba
Il distretto di Futaba (双葉郡, Futaba-gun?) è uno dei distretti della prefettura di Fukushima, in Giappone.
Attualmente fanno parte del distretto i comuni di Futaba, Hirono, Katsurao, Kawauchi, Namie, Naraha, Ōkuma e Tomioka
| Controllo di autorità | VIAF (EN) 252388878 · NDL (EN, JA) 00639790 |